# Nebelhorn Trophy 2022
Nebelhorn Trophy 2022 – trzecie zawody łyżwiarstwa figurowego z cyklu Challenger Series 2022/2023. Zawody rozgrywano od 21 do 24 września 2022 roku w Eissportzentrum Oberstdorf w Oberstdorfie.
W konkurencji solistów zwyciężył reprezentant Kanady Keegan Messing, zaś wśród solistek Belgijka Loena Hendrickx. W parach sportowych triumfowali reprezentanci Kanady Deanna Stellato-Dudek (dla której było to pierwsze zwycięstwo w zawodach rangi ISU od 1996 roku) i Maxime Deschamps, zaś w parach tanecznych reprezentanci Wielkiej Brytanii Lilah Fear i Lewis Gibson.

## Rekordy świata
| Rekordy świata (GOE±5) na moment rozpoczęcia zawodów (stan na 21 września 2022): | Rekordy świata (GOE±5) na moment rozpoczęcia zawodów (stan na 21 września 2022): | Rekordy świata (GOE±5) na moment rozpoczęcia zawodów (stan na 21 września 2022): | Rekordy świata (GOE±5) na moment rozpoczęcia zawodów (stan na 21 września 2022): | Rekordy świata (GOE±5) na moment rozpoczęcia zawodów (stan na 21 września 2022): | Rekordy świata (GOE±5) na moment rozpoczęcia zawodów (stan na 21 września 2022): |
| Konkurencja                                                                      | Segment                                                                          | Zawodnicy                                                                        | Punkty                                                                           | Zawody                                                                           | Data                                                                             |
| -------------------------------------------------------------------------------- | -------------------------------------------------------------------------------- | -------------------------------------------------------------------------------- | -------------------------------------------------------------------------------- | -------------------------------------------------------------------------------- | -------------------------------------------------------------------------------- |
| Soliści                                                                          | Nota łączna                                                                      | Nathan Chen                                                                      | 335,30                                                                           | Finał Grand Prix 2019                                                            | 7 grudnia 2019                                                                   |
| Soliści                                                                          | Program dowolny                                                                  | Nathan Chen                                                                      | 224,92                                                                           | Finał Grand Prix 2019                                                            | 7 grudnia 2019                                                                   |
| Soliści                                                                          | Program krótki                                                                   | Nathan Chen                                                                      | 113,97                                                                           | Zimowe igrzyska olimpijskie 2022                                                 | 10 lutego 2020                                                                   |
| Solistki                                                                         | Nota łączna                                                                      | Kamiła Walijewa                                                                  | 272,71                                                                           | Rostelecom Cup 2021                                                              | 27 listopada 2021                                                                |
| Solistki                                                                         | Program dowolny                                                                  | Kamiła Walijewa                                                                  | 185,29                                                                           | Rostelecom Cup 2021                                                              | 27 listopada 2021                                                                |
| Solistki                                                                         | Program krótki                                                                   | Kamiła Walijewa                                                                  | 90,45                                                                            | Mistrzostwa Europy 2022                                                          | 13 stycznia 2022                                                                 |
| Pary sportowe                                                                    | Nota łączna                                                                      | Sui Wenjing / Han Cong                                                           | 239,88                                                                           | Zimowe igrzyska olimpijskie 2022                                                 | 19 lutego 2022                                                                   |
| Pary sportowe                                                                    | Program dowolny                                                                  | Anastasija Miszyna / Aleksandr Gallamow                                          | 157,46                                                                           | Mistrzostwa Europy 2022                                                          | 13 stycznia 2022                                                                 |
| Pary sportowe                                                                    | Program krótki                                                                   | Sui Wenjing / Han Cong                                                           | 84,41                                                                            | Zimowe igrzyska olimpijskie 2022                                                 | 18 lutego 2022                                                                   |
| Pary taneczne                                                                    | Nota łączna                                                                      | Gabriella Papadakis / Guillaume Cizeron                                          | 229,82                                                                           | Mistrzostwa świata 2022                                                          | 26 marca 2022                                                                    |
| Pary taneczne                                                                    | Taniec dowolny                                                                   | Gabriella Papadakis / Guillaume Cizeron                                          | 137,09                                                                           | Mistrzostwa świata 2022                                                          | 26 marca 2022                                                                    |
| Pary taneczne                                                                    | Taniec rytmiczny                                                                 | Gabriella Papadakis / Guillaume Cizeron                                          | 92,73                                                                            | Mistrzostwa świata 2022                                                          | 25 marca 2022                                                                    |

## Wyniki

### Soliści
| Poz. | Zawodnik                     | Nota łączna | SP  | SP    | FS  | FS     |
| ---- | ---------------------------- | ----------- | --- | ----- | --- | ------ |
| 1    | Keegan Messing               | 245,74      | 3   | 74,85 | 1   | 170,89 |
| 2    | Lee Si-hyeong                | 235,71      | 2   | 86,78 | 2   | 148,93 |
| 3    | Roman Sadovsky               | 222,74      | 1   | 89,57 | 5   | 133,17 |
| 4    | Kazuki Tomono                | 210,77      | 11  | 64,97 | 3   | 145,80 |
| 5    | Tomàs Llorenç Guarino Sabaté | 209,34      | 5   | 71,10 | 4   | 138,24 |
| 6    | Jari Kessler                 | 197,99      | 4   | 72,97 | 7   | 125,02 |
| 7    | Iwan Szmuratko               | 194,90      | 6   | 69,89 | 8   | 125,01 |
| 8    | Liam Kapeikis                | 191,72      | 8   | 67,48 | 9   | 124,24 |
| 9    | Nikita Starostin             | 184,96      | 12  | 61,91 | 10  | 123,05 |
| 10   | Cha Young-hyun               | 183,09      | 14  | 53,94 | 6   | 129,15 |
| 11   | Michaił Selevko              | 183,09      | 9   | 67,28 | 11  | 115,81 |
| 12   | Valtter Virtanen             | 178,28      | 7   | 69,34 | 13  | 108,94 |
| 13   | Makar Suntsev                | 176,09      | 13  | 60,43 | 12  | 115,66 |
| 14   | Kornel Witkowski             | 162,86      | 10  | 66,33 | 15  | 96,53  |
| 15   | Andriej Kokura               | 156,84      | 15  | 53,59 | 14  | 103,25 |
| WD   | Burak Demirboğa              | DNS         | DNS | DNS   | DNS | DNS    |
| WD   | Başar Oktar                  | DNS         | DNS | DNS   | DNS | DNS    |

### Solistki
| Poz. | Zawodniczka          | Nota łączna | SP  | SP    | FS  | FS     |
| ---- | -------------------- | ----------- | --- | ----- | --- | ------ |
| 1    | Loena Hendrickx      | 208,05      | 1   | 76,19 | 2   | 131,86 |
| 2    | Wi Seo-yeong         | 193,25      | 3   | 61,31 | 1   | 131,94 |
| 3    | Eva-Lotta Kiibus     | 165,21      | 10  | 50,94 | 3   | 114,27 |
| 4    | Ting Tzu-Han         | 162,42      | 11  | 49,92 | 4   | 112,50 |
| 5    | Madeline Schizas     | 160,71      | 2   | 64,99 | 10  | 95,72  |
| 6    | Starr Andrews        | 156,60      | 7   | 53,31 | 6   | 103,29 |
| 7    | Olha Mikutina        | 155,53      | 4   | 58,31 | 9   | 97,22  |
| 8    | Stefanie Pesendorfer | 154,31      | 9   | 52,78 | 7   | 101,53 |
| 9    | Lindsay van Zundert  | 154,31      | 8   | 53,11 | 8   | 101,20 |
| 10   | Linnea Ceder         | 152,81      | 5   | 57,43 | 11  | 95,38  |
| 11   | Niina Petrõkina      | 152,00      | 13  | 47,34 | 5   | 104,66 |
| 12   | Gracie Gold          | 138,89      | 15  | 45,08 | 12  | 93,81  |
| 13   | Anastasija Hożwa     | 129,31      | 16  | 37,67 | 13  | 91,64  |
| 14   | Livia Kaiser         | 128,34      | 14  | 47,21 | 14  | 81,13  |
| 15   | Yae-Mia Neira        | 104,93      | 17  | 36,39 | 15  | 68,54  |
| WD   | Yun Ah-sun           | DNS         | DNS | DNS   | DNS | DNS    |
| WD   | Kristina Isaev       | DNS         | DNS | DNS   | DNS | DNS    |

### Pary sportowe
| Poz. | Zawodnicy                                | Nota łączna | SP | SP    | FS | FS     |
| ---- | ---------------------------------------- | ----------- | -- | ----- | -- | ------ |
| 1    | Deanna Stellato-Dudek / Maxime Deschamps | 192,74      | 2  | 68,08 | 1  | 124,66 |
| 2    | Alisa Jefimowa / Ruben Blommaert         | 186,17      | 3  | 67,05 | 2  | 119,12 |
| 3    | Annika Hocke / Robert Kunkel             | 184,47      | 1  | 69,13 | 3  | 115,34 |
| 4    | Sara Conti / Niccolò Macii               | 177,87      | 4  | 64,85 | 4  | 113,02 |
| 5    | Anastasija Mietelkina / Daniił Parkman   | 165,44      | 5  | 62,15 | 5  | 103,29 |
| 6    | Camille Kowalewa / Pawieł Kowalew        | 157,36      | 6  | 54,56 | 6  | 102,80 |
| 7    | Anna Valesi / Manuel Piazza              | 150,96      | 8  | 52,07 | 7  | 98,89  |
| 8    | Jelizaveta Žuková / Martin Bidař         | 147,32      | 9  | 49,67 | 8  | 97,65  |
| 9    | Nika Osipowa / Dmitry Epstein            | 146,06      | 7  | 52,09 | 9  | 93,97  |
| 10   | Miyu Yunoki / Shoya Ichihashi            | 140,46      | 11 | 48,09 | 10 | 92,37  |
| 11   | Océane Piegad / Denys Strekalin          | 138,36      | 10 | 48,43 | 11 | 89,93  |
| 12   | Sofija Holiczenko / Artem Darenskij      | 124,86      | 12 | 44,07 | 12 | 80,79  |

### Pary taneczne
| Poz. | Zawodnicy                                | Nota łączna | RD | RD    | FD | FD     |
| ---- | ---------------------------------------- | ----------- | -- | ----- | -- | ------ |
| 1    | Lilah Fear / Lewis Gibson                | 206,60      | 1  | 85,50 | 1  | 120,80 |
| 2    | Allison Reed / Saulius Ambrulevičius     | 185,41      | 2  | 78,98 | 2  | 106,43 |
| 3    | Carolane Soucisse / Shane Firus          | 176,35      | 3  | 73,23 | 3  | 103,12 |
| 4    | Molly Lanaghan / Dmitre Razgulajevs      | 167,00      | 6  | 65,23 | 4  | 101,77 |
| 5    | Lorraine McNamara / Anton Spiridonov     | 166,05      | 4  | 69,64 | 5  | 96,41  |
| 6    | Lou Terreaux / Noe Perron                | 153,66      | 5  | 66,18 | 9  | 87,48  |
| 7    | Holly Harris / Jason Chan                | 152,66      | 7  | 62,04 | 8  | 90,62  |
| 8    | Marija Gołubcowa / Kiryłł Biełobrow      | 150,57      | 9  | 57,74 | 6  | 92,83  |
| 9    | Elisabetta Leccardi / Mattia Dalla Torre | 145,52      | 11 | 53,19 | 7  | 92,33  |
| 10   | Molly Cesanek / Yehor Yehorov            | 138,87      | 8  | 61,81 | 11 | 77,06  |
| 11   | Charise Matthaei / Max Liebers           | 136,02      | 10 | 55,50 | 10 | 80,52  |